# Christophe Castaner

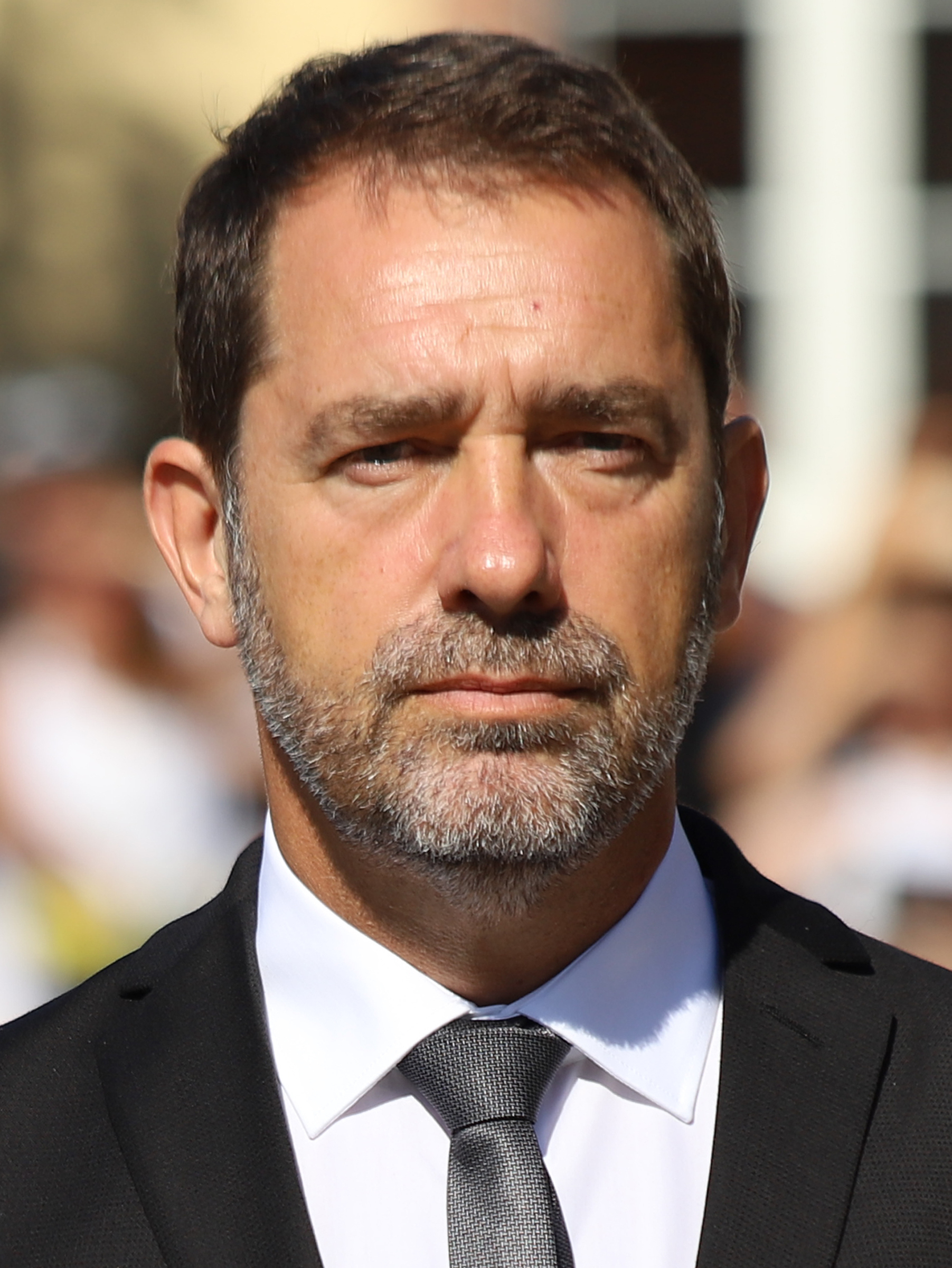
Christophe Castaner (2019)

Christophe Castaner ([kʀistɔf kastaˈnɛʀ], * 3. Januar 1966 in Ollioules) ist ein französischer Politiker, der heute La République en Marche (LREM), der Partei des gegenwärtigen französischen Staatspräsidenten, Emmanuel Macron, angehört. Vom 16. Oktober 2018 bis 6. Juli 2020 war er Innenminister Frankreichs im Kabinett Philippe II. Von 2012 bis 2022 war er Abgeordneter der Nationalversammlung. Im November 2017 übernahm er den Parteivorsitz von LREM.

## Persönliche Situation

### Jugend und Ausbildung
Christophe Castaner ist das jüngste von drei Kindern eines Offiziers und einer Hausfrau.
Im Alter von 18 Jahren verließ er das Elternhaus und verbrachte zwei Jahre in Marseille, wo er mit Pokerspiel Geld verdiente. Er befreundete sich mit Christian Oraison, einem kriminellen Bandenführer im Département Alpes-de-Haute-Provence, der 2008 erschossen wurde. Castaner sagte zu diesem Thema: „Er war mein großer Bruder, mein Beschützer. Er nannte mich den Studenten.“ Als 20-Jähriger kehrte er in die Schule zurück und bestand 1986 die Abiturprüfungen.
Castaner studierte in Aix-en-Provence Jura und erwarb ein Diplôme d’études supérieures spécialisées in Internationalem Wirtschaftsrecht. Daneben schloss er Studiengänge in Kriminologie und Politikwissenschaften ab.
Er stand den Ideen des Sozialisten Michel Rocard nahe und wurde 1986 Mitglied von dessen Parti socialiste. Nach dem Studium war Castaner für die Bank BNP Paribas tätig. Von 1997 bis 2002 arbeitete er in verschiedenen Ministerien der Regierung des sozialistischen Premierministers, Lionel Jospin.
Castaner heiratete eine Bankkauffrau und wurde Vater von zwei Töchtern.

## Politische Karriere

### Parti socialiste
Mit der Wahl zum Bürgermeister von Forcalquier erlangte er 2001 sein erstes politisches Mandat. 2004 folgte seine Wahl in den Regionalrat der Region Provence-Alpes-Côte d’Azur, dessen Vizepräsident er im selben Jahr wurde. Bei den französischen Parlamentswahlen 2007 trat er im zweiten Wahlkreis des Départements Alpes-de-Haute-Provence an, scheiterte aber im zweiten Wahlgang (Stichwahl). Seine zweite Kandidatur bei den Parlamentswahlen 2012 war hingegen erfolgreich, und er zog in die Nationalversammlung ein. Nach seiner Wahl zum Abgeordneten erklärte er seinen Rückzug aus dem Regionalrat.
Bei den Regionalwahlen 2015 war er Spitzenkandidat des Parti socialiste in der Provence-Alpes-Côte d’Azur, doch erhielt seine Liste nur 16,6 % der Stimmen. Castaner entschied sich daraufhin, im zweiten Wahlgang (Stichwahl) nicht mehr anzutreten und stattdessen den Konservativen Christian Estrosi zu unterstützen, um einen Wahlsieg des Front National zu verhindern. Estrosis Liste gewann die Wahl mit 54,8 % der Stimmen.

### En Marche (LREM)
Castaner gehörte zu den ersten Unterstützern des ehemaligen Wirtschaftsministers Emmanuel Macron im Hinblick auf dessen Präsidentschaftskandidatur und war sein Pressesprecher im Wahlkampf 2017. Am 17. Mai 2017 ernannte Macron als neuer Staatspräsident Castaner zum Regierungssprecher und Staatssekretär für die Beziehungen zum Parlament im Kabinett Philippe I. Am 18. November 2017 wurde Castaner in Lyon zum neuen Vorsitzenden seiner Partei gewählt; es gab keinen Gegenkandidaten.
Am 16. Oktober 2018 wurde Castaner französischer Innenminister im Kabinett Philippe II. Nach einer Regierungsumbildung Anfang Juli 2020 folgte ihm in diesem Amt Gérald Darmanin (Kabinett Castex).
Am 10. September 2020 wurde Castaner von den LREM-Abgeordneten der Nationalversammlung zum Fraktionsvorsitzenden gewählt, wobei er sich im zweiten Wahlgang mit 145 zu 120 Stimmen gegen Aurore Bergé durchsetzte. In den Medien wurde das Ergebnis als innerparteilicher Sieg des Staatspräsidenten, Macron, gewertet, als dessen enger Vertrauter Castaner gilt.
Bei den Wahlen zur Nationalversammlung 2022 verlor Castaner im zweiten Wahlgang seinen Wahlkreis an den Kandidaten des Linksbündnisses NUPES, Léo Walter, und schied damit aus dem Parlament aus.